# Ligyra gebleri
Ligyra gebleri är en tvåvingeart som först beskrevs av Friedrich Hermann Loew 1854.  Ligyra gebleri ingår i släktet Ligyra och familjen svävflugor. Inga underarter finns listade i Catalogue of Life.